# Costituzione del Lussemburgo
La Costituzione del Granducato di Lussemburgo è la carta fondamentale del Paese. L'attuale Costituzione fu adottata il 17 ottobre 1868. Sebbene la Costituzione del 1868 segnò un cambiamento radicale nel sistema costituzionale del Lussemburgo, essa risulta essere una modifica della costituzione originaria che era stata promulgata il 12 ottobre 1841, entrando in vigore il 1º gennaio 1842 e radicalmente modificata il 20 marzo 1848 e di nuovo il 27 novembre 1856.

## Modifiche
- 15 maggio 1919 - La sovranità nazionale viene trasferita dal monarca alla nazione (Art. N°32). Furono riaffermati i poteri del monarca di comandare le forze armate e di firmare trattati, a condizione che il trattato non fosse segreto e che la Camera dei Deputati ratificasse l'articolo n. 37. Tutti i cambiamenti nel territorio del Lussemburgo dovevano essere ratificati dalla legge (articolo n. 37).[2]
- 28 aprile 1948 - Il Granducato viene definito “Stato indipendente, libero e indivisibile” (art. n. 1).[3]
- 6 maggio 1948 - La regolamentazione dell'uso della lingua in materia giuridica e giudiziaria viene sancita con legge, per parificare il trattamento tra francese e tedesco (art. n. 29).[4]
- 15 maggio 1948 - Il suffragio è riservato ai lussemburghesi residenti in Lussemburgo , di età superiore ai 21 anni e in possesso dei pieni diritti politici, mentre non è richiesto ai candidati di età superiore ai 25 anni (art. n. 52).[5]
- 12 marzo 2009 - il sovrano promulga soltanto, non approva/autorizza, le leggi.[6]